# Legung Timur
Legung Timur is een bestuurslaag in het regentschap Sumenep van de provincie Oost-Java, Indonesië. Legung Timur telt 4817 inwoners (volkstelling 2010).